# Utagawa Toyoharu
Utagawa Toyoharu (歌川 豊春, c. 1735 – 1814) foi um artista japonês do estilo ukiyo-e de pintura, conhecido como o fundador da Escola de Utagawa e por suas imagens uki-e, que incorporou ao estilo ocidental a perspectiva geométrica para criar uma sensação de profundidade.

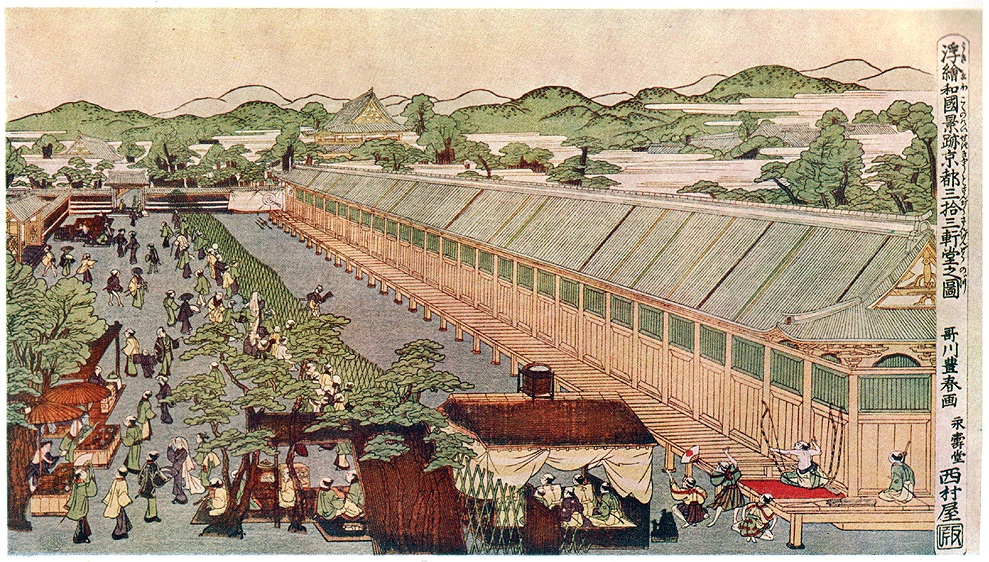
Imagens em Perspectiva de Lugares no Japão: Sanjūsangen-dō em Kyoto, que representa uma competição de tiro com arco, c. 1772-1781

Nascido em Toyooka na província de Tajima, Toyoharu estudou arte pela primeira vez em Kyoto e, em seguida, em Edo (atual Tóquio), onde a partir de 1768 começou a produzir gravuras ukiyo-e e logo se tornou conhecido por suas "imagens flutuantes" uki-e de paisagens e locais famosos, assim como cópias de impressões com perspectivas ocidentais e chinesas. Ainda que estas não tenham sido as primeiras impressões de perspectiva em ukiyo-e que ele produziu, elas foram as primeiras a aparecer através da técnica nishiki-e, que demonstra um maior domínio de perspectiva do que as antecessoras.
Toyoharu foi o primeiro a fazer da paisagem um tema da arte ukiyo-e, ao invés de apenas um fundo para figuras e eventos. Nos anos 1780, ele estava focado principalmente na pintura e deixou como legado uma escola de arte que cresceu e influenciou artistas do século XIX, como Utamaro, Hiroshige e Kuniyoshi.